# Międzynarodowa Syjonistyczna Organizacja Kobiet
Międzynarodowa Syjonistyczna Organizacja Kobiet, WIZO (od ang. Women’s International Zionist Organization) – organizacja międzynarodowa założona w Londynie w 1920. Obecnie ma siedzibę na osiedlu Ha-Cafon ha-Chadasz w Tel Awiwie.
Jej celem było służenie potrzebom kobiet i dzieci na terenie Ziemi Izraela. Działalność koncentrowała się na poprawie opieki społecznej, zakładaniu instytucji społecznych oraz tworzeniu szkół dla panien, w których przyuczano je do zawodu. W następstwie utworzenia w 1948 niepodległego państwa Izrael siedziba WIZO została przeniesiona z Wielkiej Brytanii do Izraela.

## Politycy
Poseł wybrany w wyborach w 1949 do pierwszego Knesetu: Rachel Kohen-Kagan